# Lucy in the Sky with Diamonds
«Lucy in the Sky with Diamonds» (с англ. — «Лю́си в небесах с алмазами») — песня The Beatles из альбома Sgt. Pepper’s Lonely Hearts Club Band. Написана в феврале 1967 года Джоном Ленноном, по мотивам рисунка его сына Джулиана и произведений Льюиса Кэрролла. Запись состоялась в феврале-марте 1967 года на студии Abbey Road. При подготовке использовались новые для звукозаписи технологии ADT и директ-бокс. Вышла в Великобритании, в составе альбома, 26 мая 1967 года. Как сингл не выпускалась. Ведущий вокал в песне Джона Леннона. В оригинальном исполнении, в котором группа обошлась без сессионных музыкантов, был задействован богатый набор инструментов, включая электроорган, танпуру; акустическую и электро-гитару, тарелки.
Композиция имеет сложную музыкальную структуру: исполняется в трёх тональностях, в миксолидийском и эолийском ладу, в двух размерах и различной динамике. Текст носит сюрреалистический оттенок, повествуя о путешествии по реке на лодке, знакомстве слушателя с фантастическим миром и, в концовке, с героиней песни. Первые буквы существительных в названии совпадают с аббревиатурой LSD, что в дальнейшем породило ассоциации контекста песни с препаратами «расширяющими сознание». Джон Леннон отрицал какую-либо связь композиции с наркотическими средствами.
Песня стала одной из первых в жанре психоделического рока и оказала значительное влияние на его развитие. Люси, как героиня песни, стала действующим лицом нескольких фильмов, связанных с творчеством Beatles. Песня получила высокое признание критиков, отметивших изысканные приёмы гармонии, сочетание текста и музыки, свободное использование модуляции. Существует значительное количество кавер-версий песни. Известность получили исполнения Элтона Джона, Майли Сайрус, Боно.

## Создание

### Начало
В феврале 1967 года, когда в разгаре была работа над очередным альбомом Beatles, трёхлетний сын Джона Леннона Джулиан принёс домой из детского сада свой рисунок акварелью. На листке бумаги 5 на 7 дюймов угадывался силуэт девочки. «Кто здесь нарисован?» — спросил отец Джулиана, «Люси в небе с алмазами», — ответил мальчик. Он объяснил, что это его подруга по детскому саду «Heath House» Люси О’Доннел. Джулиан и Люси делили на занятиях один мольберт-доску, рисуя каждый со своей стороны. «Мы были парочкой тех ещё маленьких шалопаев, — вспоминала позже Люси, — и занимались на уроке совсем не тем, что задал воспитатель». Джулиан в поздних интервью не мог припомнить того, что передал отцу название картинки, только утверждал, что Люси О’Доннел была ему небезразлична. По одной из версий, название на рисунке написал карандашом воспитатель. Пол Маккартни, часто бывавший в гостях у Леннонов, в их имении в Уэйбридже, подтверждал историю. Ему, одному из первых вне семейного круга, Леннон показал рисунок в «шагаловском» стиле — девочки летящей сквозь звезды. Частые гости дома Леннонов: школьный друг Питер Шоттон, бывшая супруга Синтия Леннон, Ринго Старр — все упоминали историю о рисунке в своих интервью и мемуарах.

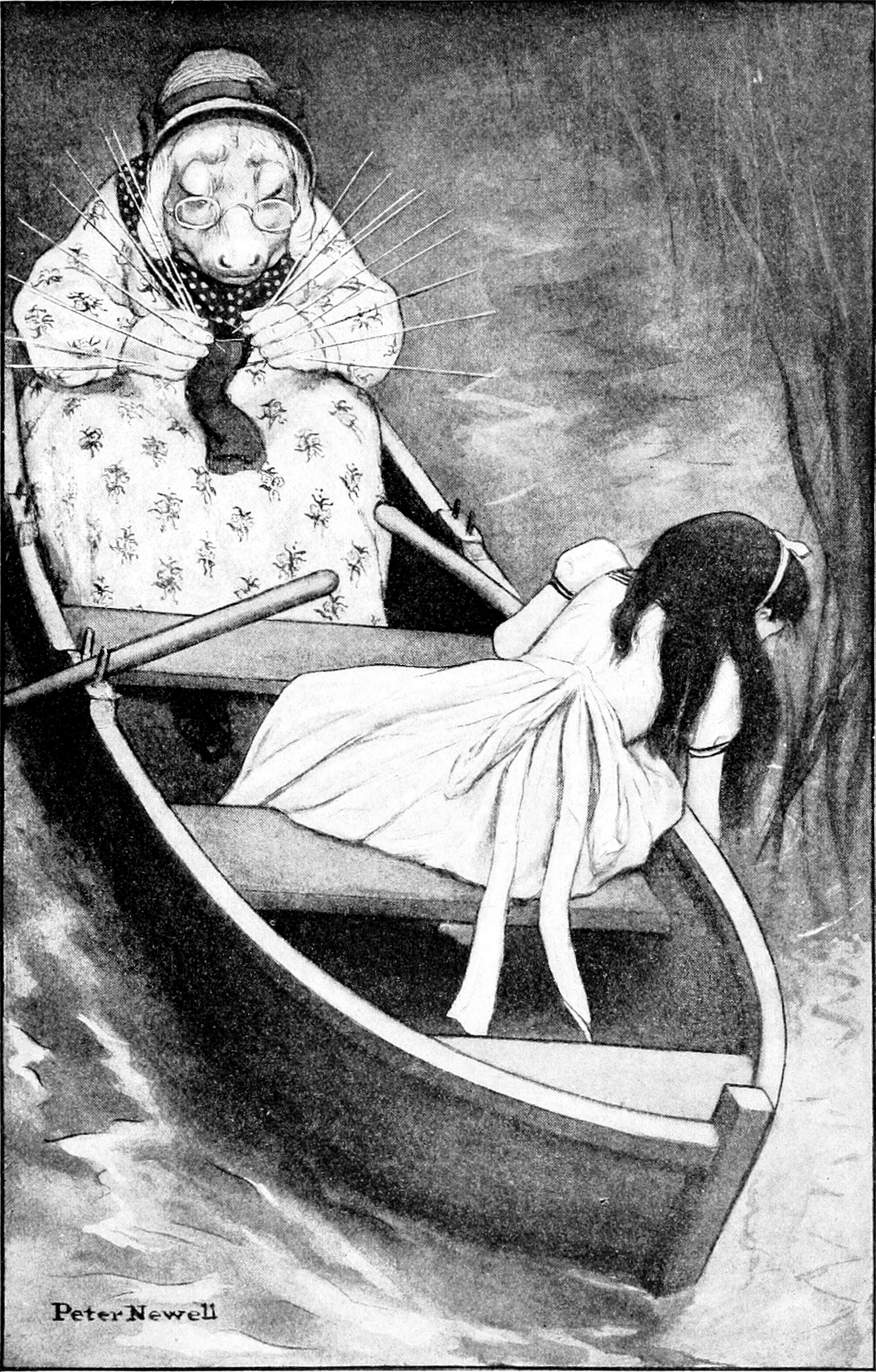
Иллюстрации к «Алисе в Зазеркалье» Ньювелл, Питер

«Великолепное название для песни!» — заметил Леннон и немедленно приступил к сочинению текста и музыки. Джон вдохновлялся любимыми детскими книгами «Ветер в ивах» и «Алиса в Зазеркалье». Книга Кэрролла непосредственно повлияла на сюжет и настроение будущей композиции. В открывающем стихотворении повести Кэрролл описывал лодочную прогулку по Темзе с Алисой Лидделл и её сёстрами, когда он впервые рассказал девочкам сюжет «Алисы в Стране чудес». В главе «Лодочная прогулка» Алиса приходит в магазин. Продавщица превращается в овцу и в следующий момент они плывут вместе в лодке. Лодочная прогулка присутствует в многих иллюстрированных изданиях поэмы и в известной Леннону диснеевской экранизации 1951 года. Тема неспешного плавания вдоль по реке, возникла и в новой песне.
Фраза rocking horse people встречается у Кэрролла в «Алисе в Зазеркалье», как rocking-horse-fly . Отдельные строки рождались под впечатлением известных теле и радиопередач. Так, например, Леннон вспоминал, что фраза plasticine porters with looking glass ties (пластилиновые грузчики с зеркальными галстуками) возникла у него в голове после прослушивания The Goon Show — юмористической радиопередачи, исполненной абсурдного юмора. В одном из выпусков герой упоминал о plasticine ties (пластилиновых галстуках). Свой вклад в лирику внёс Маккартни, будучи в гостях у Леннона. Просмотрев черновик, он поддержал сюрреалистический настрой, предложив добавить newspaper taxis (такси из газет) и cellophane flowers (целлофановые цветы).

Образы были из «Алисы в Стране чудес». В лодке была Алиса. Она купила яйцо, превратившееся в Шалтая-Болтая. Продавщица в лавке превратилась в овцу, и в следующую минуту они плыли по реке где-то, как я себе представлял. Также был образ женщины, той, что придет и спасёт меня однажды, «девушки с калейдоскопическими глазами» спустившейся с неба. Впоследствии оказалось, что это Йоко, но я тогда не был с ней знаком. Так что может быть песня должна была быть «Йоко в небе с алмазами».
Оригинальный текст (англ.)" The images were from Alice In Wonderland. It was Alice in the boat. She is buying an egg and it turns into Humpty-Dumpty. The woman serving in the shop turns into a sheep, and the next minute they are rowing in a rowing boat somewhere and I was visualising that. There was also the image of the female who would someday come save me – a ‘girl with kaleidoscope eyes’ who would come out of the sky. It turned out to be Yoko, though I hadn’t met Yoko yet. So maybe it should be Yoko In The Sky With Diamonds."
— интервью Джона Леннона журналу Playboy

### Запись и инструменты
Джордж Мартин охарактеризовал всю работу над альбомом Sgt Pepper … как путешествие на неизведанную территорию. Освоение новых технологий звукозаписи, осложнялась ещё и тем, что члены группы постоянно экспериментировали с музыкальной формой, гармонией, инструментами. Песня записывалась в период с 28 февраля по 3 марта 1967 года, в студии Abbey Road, примерно в середине общей работы над альбомом Sgt Pepper … . 28 февраля Джон принёс в студию рисунок сына и показал набросок будущей песни продюсеру. Джордж Мартин вспоминал, что обычной манерой для Леннона было приносить довольно сырой материал, требовавший значительной доработки. У Леннона были только слова первого куплета и припева и основная инструментальная тема, которую он напел фальцетом Мартину. Вокальной партии пока не было, остальное дописывалось непосредственно в студии. Собственно весь день 28 февраля происходила доработка музыки и лирики. Лучше это было бы сделать заранее и не тратить дорогое время знаменитой студии. Впрочем, представители EMI не слишком интересовалась, чем занимаются The Beatles в Abbey Road — «студийное время тогда для нас было дешёвым расходным материалом, его никто не считал» — вспоминал Мартин.
Репетиции и запись первых проб начались вечером 1 марта. К 2 часам ночи 2 марта, после того как исполнители нащупали верный темп и немного изменили текст, она зазвучала удовлетворительно для окончательного варианта и микширования. Основная работа над финальной версией пришлась на сессии 2-3 марта с 19:00 до 3:00 ночи. Также как и в «A Day in the Life», песню пришлось «сшивать» из двух достаточно разнородных частей. Как только тема куплета и припева зазвучали цельно, стало понятно, что между ними необходим переход. Поначалу Леннон хотел сменить темп, но эксперименты со звучанием показали, что темп меняется слишком сильно и композиция становится стилистически неоднородной. Идея улучшения принадлежала Ринго Старру, и это был очередной пример того, какую значительную роль в команде играл ударник. «У Ринго было замечательное музыкальное „ухо“», — отмечал Мартин, он имел полное право голоса в команде, его решение могло в корне поменять композицию. Ринго предложил изменить размер с вальсового 3/4 в запеве на 4/4 в бридже и куплете, и тем самым добиться плавного перехода, без «переключения передачи». Схожий приём был использован в песне «I Call Your Name». Другую поправку внёс Пол, предложивший Джону чётко артикулировать при пении каждое слово и уменьшить паузы между словами, так, чтобы текст звучал непрерывным потоком. Это хорошо заметно в фразе Cellophane flowers of yellow and green.

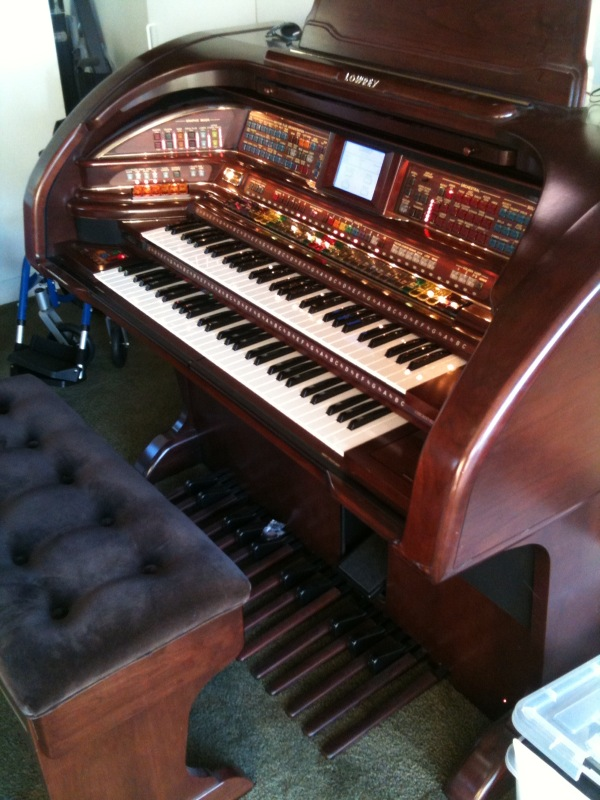
Орган Lowrey

Для композиции было использовано значительное количество инструментов. К подготовке альбома Sgt Pepper … широко привлекались сессионные исполнители, но в данной композиции участвовала только четвёрка музыкантов Beatles. Ведущие партии у Lowrey organ (Маккартни) и акустической гитары (Харрисон), с использованием Фэйзер-эффекта. В первых дублях Джордж Мартин добавил партию фортепьяно в своём исполнении как инструмента, открывающего песню. Позже он отказался от такого варианта, хотя небольшой фрагмент его исполнения остался в финальной версии. Мартин попробовал для партии клавишных орган Hummond, задействованный для большинства треков альбома, обладавший большим разнообразием звуков. Тесты показали, что он не давал постепенного затухания, которое требовалось для настроения композиции. Джордж Мартин вспомнил звук первого синтезатора Novachord, появившегося ещё в 1940-х годах, и предложил похожий на него орган Lowrey, тогда также считавшийся устаревшим. Маккартни в первом дубле поиграл с небогатыми настройками и выбрал вариант, который звучал примерно как смесь челесты и клавесина. Такой вариант устроил всех. В дальнейшем критики отмечали, что именно вступительный звук Lowrey и создал особую инструментальную окраску композиции. Много времени Пол потратил на выбор наиболее удачной партии бас-гитары. Вклад Маккартни в окончательный вариант композиции очень велик, его также называют и одним из звукорежиссёров композиции.
В треке звучали танпура Харрисона, активно экспериментировавшего в альбоме с восточным колоритом. Джордж хотел попробовать саранги, у него был необычный звук, но отказался из-за слабого владения данным инструментом. Также использовались электрогитара Fender Stratocaster со слайдом, бас-гитара, ударные, а также тарелки. При микшировании использовали эффект Лесли, который и позволил достигнуть слегка сюрреалистичного звучания гитары. Вокальную партию исполнил Леннон. Единственный инструментальный вклад Леннона в песню: партия маракасов. В припеве небольшую партию бэквокала исполнил Маккартни.
Для записи песни, как и всего альбома, использовался 4-х дорожечный комплекс студийного оборудования Studer J37, недавно приобретённый студией Abbey Road. Благодаря усилиям инженеров студии возможно было фиксировать и большее количество дорожек, но для «Lucy…» использовалось четыре. Вокал записывался на скорости 10 % быстрее нормальной, так что звучал выше обычного и приобрёл женский оттенок. В работе над вокалом использовался эффект Automatic Double Tracking (ADT). Технология позволяла дважды наложить один трек сам на себя. Именно так был воспроизведён вокал Джона Леннона, с отголоском самого себя, благодаря чему он приобрёл особый «потусторонний» оттенок. Работа в студии над «Lucy in the Sky with Diamonds» — один из первых случаев использования технологии Директ-бокс (или Direct Injection). До этого бас-гитару приходилось подключать через комбоусилитель, частично теряя качество звука. Благодаря директ-боксу, бас-гитару стало возможным подключать непосредственно на микрофонный вход микшерского пульта и значительно улучшить качество. Первый директ-бокс на студии Abbey Road самостоятельно собрал инженер студии Кен Таунсенд.
Окончательный вариант дубль № 7 (моно-микс) был готов в 2:15 ночи 3 марта. Первоначальный вариант композиции был записан как моно. Стерео-микс композиции был подготовлен 7 апреля 1967 года, уже только технической командой студии. Дубли композиции впоследствии вошли в сборник Anthology в 1996 году.

### Структура
.
3/4 A Вступление (Intro) 4 такта
3/4 A Запев-1 (9 тактов) Запев-2 (10 тактов)

3/4 Bb бридж (13 тактов) 

4/4 G куплет (7 тактов)
3/4 A Запев-1 (9 тактов) Запев-2 (10 тактов) 

3/4 Bb бридж (13 тактов) 

4/4 G куплет (7 тактов)
3/4 A Запев-1 (9 тактов) Запев-2 (10 тактов) 

4/4 G куплет (7 тактов)
кода (12 тактов)
Аранжировку и гармонию в композиции можно назвать самой сложной в альбоме. Песня исполняется в миксолидийском ладу. Только в концовке запева, при переходе с аккорда A на F, звучит эолийский мотив. Структура песни близка к классической: запев-переход (бридж)-куплет . Впервые в своём творчестве Леннон использует столь необычное построение. Только в ранней композиции «Please Please Me» композитор использовал схожую схему: запев-бридж-рефрен.
Тональная структура отражает фантасмагорической характер лирики. Общая аккордовая последовательность композиции относительно тональности G II#-V-I. Модуляция нетипична для песенной формы популярной музыки. Вступление в запев исполняется в тональности A, в бридже Bb, в куплете G. Данные тональности считаются плохо сочетаемыми, однако создателям удалось разрешить несоответствие. При возврате мелодии из куплета (тональность G) в запев (тональность A) используется приём плагальной каденции. Сходным образом происходило разрешение в песнях «Doctor Robert» и «Penny Lane». Разница между тональностями G и A слышна ещё более отчётливо из-за разного размера 3/4 и 4/4 в запеве и куплете.
Каждая из трёх частей имеет свою структуру и особенности. Бридж (13 тактов) в песне длиннее куплета . Запев состоит из 19 тактов. Нечётное количество тактов во всех частях порождало «неустойчивую» конструкцию. Для поп-музыки того времени характерным было 8 или 16 тактов. В последней части бридж отсутствует, что нередко встречалось в творчестве Beatles. Во вступлении используется приём остинато, в запеве одна фраза из пяти нот монотонно повторяется несколько раз. В аккомпанементе первой части запева используется один тонический аккорд (ля-мажор), в котором мелодия обыгрывается басом спускающимся вниз. Такая нисходящая хроматическая линия — визитная карточка Маккартни, встречающаяся во многих песнях («Michelle», «Dear Prudence»). Во второй части запева басовая линия повышается и доходит до аккорда A/F#, (его можно считать также F#m-7), который для соединения с бриджем заканчивается на Dm и Dm/C. Денис Уинг отметил, что аккорд Dm облегчает переход в тональность Bb бриджа. Dm не является ключевым в Bb, но присутствует в параллельной тональности Gm и обеспечивает мягкий переход. Линия баса совпадает с привычным для вальсового дактиля ударением в словах. Мелодия «вращающаяся» вокруг третьей ступени лада усиливает медитативное воздействие на слушателя. Лирика в запеве чётко перекликается с мелодией, с её повышением и понижением. Части песни исполняются также и в разной динамике. Запев в меццо-пиано, в куплете (после слов and she’s gone) меняется на форте. В концовке происходит диминуэндо.
Бридж почти полностью исполняется вокалом на одной ноте D, нестабильной в новой тональности Bb. Припев сопровождает соло-электрогитара и бас-гитара, что дополняет несколько упрощённую вокальную партию. В припеве происходит смена темпа на 4/4 и мелодия обогащается благодаря гитарному вибрато. Изменению темпа помогает своеобразный обыгрыш ударных. В размере 3/4 ударные отыгрывают 1-2-3 доли. В размере 4/4, пропуская одну из 2-3-4 долей. Бридж начинается в Bb и заканчивается аккордом D, что помогает перейти в новую тональность куплета. Происходит ещё одна смена тональности на G. Куплет исполняется в маршевом ритме, более характерном для классической рок-музыки, оттеняя медитативный припев. Кода содержит трёхкратный повтор куплета и аккордной последовательности I-IV-V. Песня заканчивается также как и начинается — с аккорда A, неустойчивого в тональности G, закрывающего композицию.

### Релиз
На подготовку финального варианта ушло меньше времени, сравнительно с другими композициями альбома. Не были задействованы сессионные музыканты, струнные и духовые из состава симфонического оркестра, как это было на других треках альбома. Потребовалось всего три сессии за три дня, всего около 24 часов студийного времени. К примеру, запись «A Day In The Life» заняла около месяца и 6 сессий.

Джон Леннон в 1967 году

Sgt. Pepper … был задуман как концептуальный альбом. Центральная идея, объединяющая треки: образ группы в викторианском стиле, композиции, возвращающие слушателя к истокам четвёрки, истории Ливерпуля. Леннон весьма критически отнёсся к концепции: он сочинил свою часть композиций нового альбома, но не особенно утруждался тем, совпадают ли они с идеей. Леннон вспоминал: «Весь мой вклад в альбом не имел абсолютно ничего общего с Сержантом Пеппером и его группой, но это сработало, потому что мы так решили, и поэтому альбом состоялся». Если «Being for the Benefit of Mr. Kite!» можно, с оговорками, отнести к музыкальной истории Англии, то «Lucy …» никак не соответствовала замыслу, стилю британского мюзик-холла. Однако стиль композиции подходил к общему сюрреалистическому настроению альбома. У продюсера не возникло сомнений о включении композиции в альбом, но возникли вопросы о её месте. Первоначально после вступительной песни и своеобразного «знакомства» («With a Little Help from My Friends») должна была идти баллада «She’s Leaving Home». Затем продюсер поменял планы, поставив на третье место «Lucy…», хотя она сильно стилистически различалась с предшествующим треком. Начиная с Rubber Soul и Revolver в альбомах группы стало заметна индивидуальность авторов. Sgt. Pepper …, который был задуман как объединяющий группу альбом, только продолжил эту традицию. Ленноновские треки, и среди них «Lucy…», хорошо различимы.
26 мая 1967 года пластинка Sgt. Pepper’s Lonely Hearts Club Band была выпущена в продажу в Великобритании. Получив прекрасные отзывы, она стала одним из лучших альбомов как в истории группы, так и рок-музыки в целом. Критики высоко оценили композицию в качестве одной из ключевых в альбоме. Для мультфильма Yellow Submarine, 1 ноября 1967 года, команда звукорежиссёров подготовила самостоятельный микс, таким образом в ленте звучит другой вариант песни. В 1995 году для альбома-компиляции Anthology 2, при участии Джорджа Мартина, был подготовлен ещё один микс, отличающийся использованием маракасов.
Существует противоречивая версия того, что песня сразу после выхода была запрещена цензурой на радио BBC из-за контекста наркотиков. Некоторые биографы группы, в частности (Уомак, Макдональд), подтверждают историю, другие (Мартин Клонан) — считают вымыслом . Песня не была выпущена как сингл во времена существования группы. Собственно, единственный раз она вышла как сингл в 1996 году, в специальном 8-дюймовом варианте, для музыкальных автоматов JukeBox. Песня входила в самые известные компиляции, в частности, в так называемый «Синий альбом» (The Beatles 1967–1970). Также на коллекционных изданиях 1978 и 1982 года. Выходила на специальном издании альбома Sgt. Pepper…, в недолго жившем формате аудиокассеты PlayTape, который ныне высоко ценится коллекционерами. Для Джорджа Мартина песня была одной из любимых в творчестве Beatles. В 2006 году он участвовал в театрализованном проекте Love компании Cirque du Soleil. Для него продюсер и его сын Джил Мартин в числе прочих композиций Beatles подготовили новый релиз «Lucy …» на основе сохранившихся студийных треков.

## Оценка и значение

### Тема наркотиков
Впервые в истории рок-музыки, на обложке альбома Sgt. Pepper… были напечатаны слова песен. Поклонники группы теперь могли в полной мере оценить поэтическое дарование ливерпульской четвёрки. Однако нельзя было не заметить, что первые буквы названия складываются в аббревиатуру LSD. Тема синтетических наркотиков тогда была у всех на устах, особенно после серии скандалов, которые привели к тому, что «кислота» в 1966 году была запрещена в США. Двусмысленно звучал и сюжет песни, намекающий на сюрреалистическое путешествие — трип в терминологии наркоманов. Те, кто экспериментировал с LSD, подтверждали опыт с возникновением реалистичных галлюцинаций, меняющих цвет и форму, сопровождающих в красочных путешествиях через некое пространство. Аналогии с употреблением LSD обнаружили в строках, связанных с «такси из газет» и «поеданием зефирных пирогов» (eat marshmallow pies). Известно, что одна из популярных форм приёма препарата внутрь — пропитать им небольшую полоску бумаги и проглотить её. Фраза «incredibly high», также могла иметь скрытый смысл.
Автор композиции полностью отрицал влияние наркотических препаратов на создание данной композиции, называя совпадение случайным. Леннон позднее настаивал в различных интервью:

Клянусь всеми богами, клянусь Мао Цзэдуном, это всего лишь песня
— интервью Джона Леннона

Буквы совершенно неосознанно сложились в LSD. Пока кто-то не заметил, я даже не задумывался о сочетании, да и кто на такое обращает внимание. Это не «кислотная» песня. Образ был Алисой в лодке. Также некий женский образ, той, кто придет и спасет меня — случившаяся однажды тайная любовь. Возможно Йоко, но я тогда не был с ней знаком. Словом, вымышленная девушка, которая есть у каждого из нас.
Оригинальный текст (англ.)" It was purely unconscious that it came out to be LSD. Until somebody pointed it out, I never even thought of it. I mean, who would ever bother to look at initials of a title? It’s not an acid song. The imagery was Alice in the boat. And also the image of this female who would come and save me – this secret love that was going to come one day. So it turned out to be Yoko, though, and I hadn’t met Yoko then. But she was my imaginary girl that we all have."
— интервью Джона Леннона журналу Playboy
Впрочем, причины подозревать Леннона в поисках необычных источников вдохновения были. Именно период 1966-67 года совпадает с частым упоминанием стимулирующих препаратов и Beatles в одном контексте. Известно, что во время записи некоторых песен Леннон («She Said, She Said», «Tomorrow Never Knows» из альбома 1966 года Revolver) экспериментировал с наркотическими препаратами. Маккартни утверждал, что «настоящая LSD песня» группы — это «Tomorrow Never Knows», написанная по мотивам Тибетской Книги мёртвых, считающейся «библией наркоманов». Однако эту песню поклонники группы вовсе не называют «кислотной». В интервью 1967 года Пол Маккартни и Брайан Эпстайн рассказывали об экспериментах по «расширению сознания». Все члены группы и Эпстайн подписывали обращения по поводу легализации марихуаны, получившие широкое освещение в прессе. Собственно от передозировки снотворного и скончался в августе того же 1967 года менеджер группы. По свидетельству биографа группы Эверетта, 1 марта утром Леннон появился в студии под воздействием наркотических веществ. В первой половине дня группа готовилась к репетициям и сессию пришлось отложить на несколько часов, пока Джордж Мартин не вывел Джона на крышу здания «проветриться».
Несмотря на все отрицания Джона Леннона, песня в дальнейшем неизменно ассоциировалась с темой наркотиков. Так, например, журнал Billboard включал её в списки лучших наркоманских песен «15 Best Songs About Drugs». Благодаря композиции известность получила и Люси О’Доннел (после замужества Люси Водден). В 1968 году Джон и Синтия развелись, Джулиан перешёл в другой детский сад и потерял контакт с Люси. Спустя продолжительное время, в 13 лет она узнала о связи её имени и песни, рассказала друзьям и родственникам, о чём впоследствии пожалела. Возникшие параллели с наркотиками породили негативный контекст. Люси не любила вспоминать об отношении её имени к созданию песни. Впрочем, в 2007 году она выступила на радио BBC с коротким автобиографическим рассказом. В апреле 2009 года Люси и Джулиан, спустя много лет, увиделись при трагических обстоятельствах — Люси была тяжело больна. 28 сентября 2009 года Люси Водден, после многих лет борьбы с волчанкой, скончалась в возрасте 46 лет. Джулиан Леннон для увековечения её памяти организовал фонд для сбора средства для больных волчанкой.

### Лирика
«Я отличался от всех уже в детском саду. Я был не таким всю свою жизнь. […] Что-то было не так со мной, полагаю, видел то, что другим не дано. Наверное, я был ненормальным или эгоманьяком, когда требовал к себе внимания. Будучи ребёнком, мог сказать: «Но это же происходит!» и все оглядывались, словно на ненормального. Я был всегда психом, или обладал интуицией, или поэтическим даром, назовите, как хотите, но видел всё как галлюцинации. Такое страшно пугало в детстве, потому что нельзя было доказать. Ни тётя, ни друзья не замечали того, что видел я. Моя единственная возможность общения были найденные у тёти книги: об Оскаре Уайлде, Дилане Томасе или Винсенте Ван Гоге. Их попытки донести свои видения до общества заканчивались страданиями. Я видел одиночество».
Наряду с «A Day in the life» — «Lucy in the Sky with Diamonds» представляет в альбоме авторский стиль в музыке и поэзии Beatles, яркий пример ленноновской психоделии . Стихотворный размер композиции: четырёхстопный дактиль . Нелинейная структура, неожиданные метафоры, игра слов — явно говорит о влиянии поэзии Кэрролла и Боба Дилана. Образ загадочной лирической героини, которую можно было отдалённо ассоциировать с реальными женщинами, неоднократно появлялся в творчестве Леннона. «Yes It Is», «She Said, She Said», «Julia». Персонаж Люси занимает заметное место среди героинь Твигги, Джули Дрискол, Донована, появившихся во второй половине 1960-х и сформировавших образ секс-символа своего времени. Для них характерна психоделическая аура; отчуждённое, неземное обаяние.
Песня начинается с обращения к слушателю: представить себя на лодке плывущей по реке. Действие переносится с автора на слушателя. Его зовёт в путешествие загадочная девушка. Когда слушатель пытается увидеть её — персонаж исчезает. Волшебный мир песни состоит из сказочных целлофановых цветов, мандариновых деревьев под мармеладным небом. Во втором куплете появляются жители этой вымышленной страны: люди на качающихся лошадках. Лодка проплывает мимо них, дрейфуя в неизвестном направлении. Во втором припеве слушателя готовы забрать с берега газетные такси, но герой песни уносится в небо. В третьем куплете действие переносится на вокзал, у турникета слушатель песни, наконец, встречает Люси, о которой ранее сообщалось только намёком.
Автор, вместо стилистически более привычного imagine yourself, использует нестандартное picture yourself, приглашая слушателя в мир песни. Медитативный тон вокала, фраза Somebody calls you, you answer quite slowly, изменяет скорость восприятия событий. Используются необычные прилагательные tangerine (мандариновый), marmalade (мармеладный), формирующие синестетические ассоциации. Слова, обозначающие одновременно и цвет и вкус, порождают подсознательный отклик у слушателя. Словосочетаниями kaleidoscope eyes, marshmallow pies, rocking horse people во втором куплете впечатление усиливается . Песня демонстрирует пример ритмической аугментации. Она заметна в удлинённой паузе и ударении на слове river в первой строке и slowly во второй строке запева.
| Picture yourself on a boat in a river       | — | Представь себя в лодке на реке (обращение или призыв к слушателю).     |
| With tangerine trees and marmalade skies    | — | С мандариновыми деревьями и мармеладными небесами                      |
| Somebody calls you, you answer quite slowly | — | Кто-то зовёт тебя, ты медленно отвечаешь (отклик)                      |
| A girl with kaleidoscope eyes               | — | Девушка с калейдоскопическими глазами (тот, кто обратился к слушателю) |

В книге «Lucy in the Mind of Lennon» музыковед Тим Кассер дал подробный психологический и текстологический анализ песни. Учёный развил предположение о связи образа Люси с несколькими женщинами, важными в судьбе Леннона: вымышленными и реальными. Прежде всего, с образом матери Леннона, которой он лишился очень рано. Лексический анализ текста Тима Кассера, сравнивавшего лирику песни с обширным корпусом текстов группы, скорее подтвердил то, что автору лирики случалось пребывать в наркотическом трансе. Однако опыт был негативным. Типичная ситуация в психологии: автор рассказывает о личном опыте, так, словно он происходил с другим человеком. Поэтому автор не передаёт собственные эмоции, дистанцируется от сюжета и событий песни. Необычно то, что переживания перенесены на того, кто воспринимает композицию. Путешествие на лодке через фантастический мир песни переживает слушатель.
В 1973 году текст песни вошёл в сборник The Norton Anthology of English Literature издательства Norton как памятник английской поэзии XX века. В 2011 году рукопись первого варианта песни была продана с аукциона за £145 тыс.

### Версии
Одна из первых альтернативных версий композиции прозвучала в мультфильме «Yellow Submarine», в которой первый изменённый куплет исполнил персонаж Человека из ниоткуда (Nowhere Man)
. В мультфильме можно увидеть и саму Люси пролетающую по небу в звёздах, в сцене на предгорье Headlands.

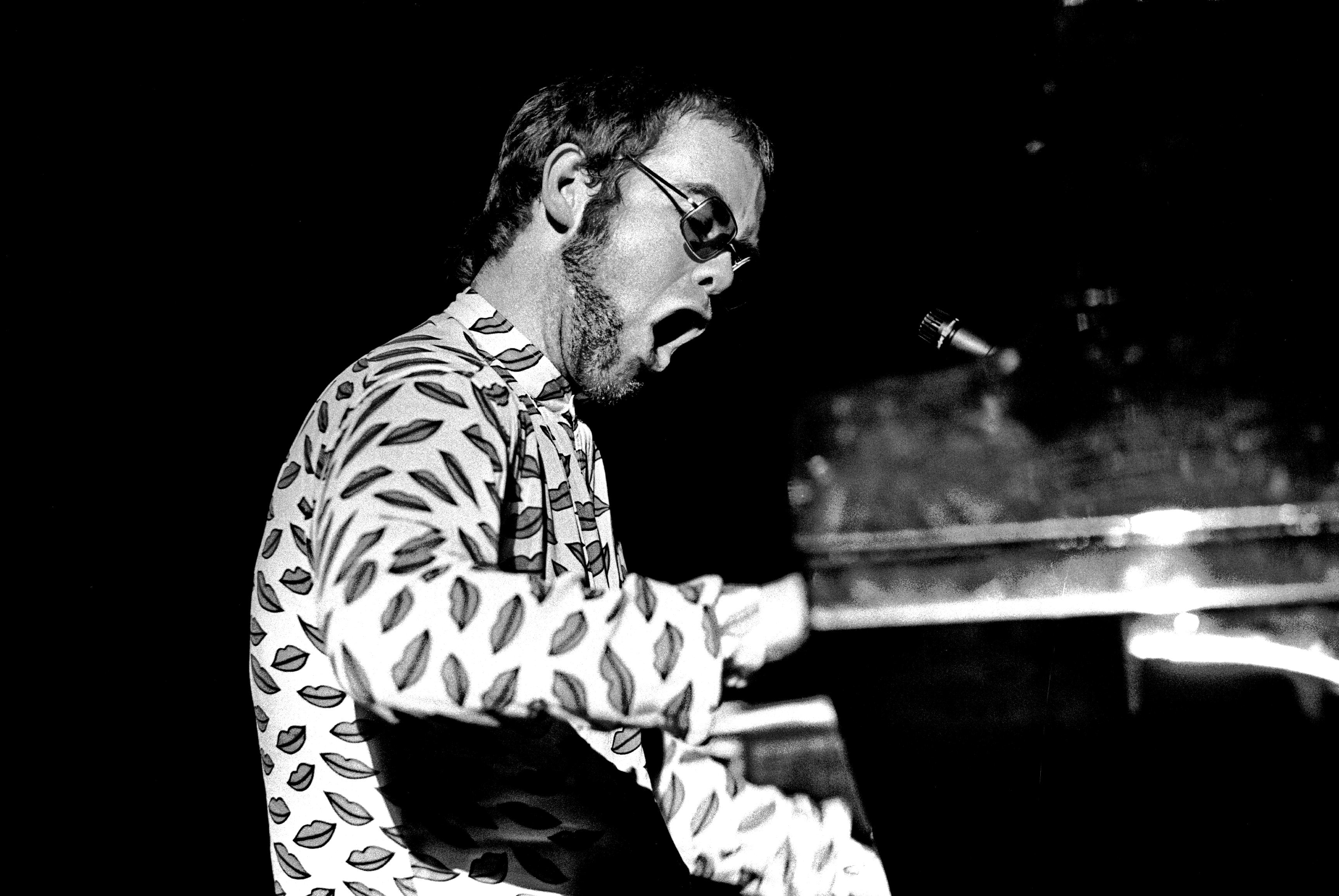
Элтон Джон (1972)

Люси стала героиней нескольких известных фильмов, ассоциируемых с творчеством Beatles. В исполнении Дайан Стейнберг, песня прозвучала в картине «Оркестр клуба одиноких сердец сержанта Пеппера» (1978). Дайан отыграла Люси в образе женщины-вамп. Фильм провалился в прокате и получил разгромные рецензии, однако саундтрек созданный при участии Джорджа Мартина имел коммерческий успех. В фильме «Через вселенную» 2007 года, центральными персонажами стали Джуд (Джим Стёрджесс) и Люси (Рейчел Вуд. По сценарию между героями возникла романтическая связь и в финале они воссоединяются. Сама композиция в исполнении Боно, прозвучала на фоне закрывающих титров.
Композиция была написана в те времена, когда Beatles уже отошли от концертной деятельности, поэтому со сцены в живую ливерпульская четвёрка песню никогда не исполняла. В 1974 году Джон Леннон и Элтон Джон пересеклись в нескольких совместных проектах. Элтон Джон принял участие в записи песни Леннона «Whatever Gets You thru the Night», Леннон пообещал ему вернуть долг. В июле 1974 года Элтон пригласил Джона в студию Caribou Ranch. Джон уже около двух лет не участвовал в музыкальных проектах и даже не мог вспомнить аккорды песни. Ему их напомнил гитарист группы Элтона Джона Дэйви Джонстон. Они вместе записали кавер версию песни «Lucy in the Sky with Diamonds». в которой центральная часть была исполнена в стиле регги. Леннон участвовал в записи под псевдонимом Доктор Уинстон О’Буги: аккомпанировал на гитаре и записал партию бэк-вокала.
Сингл вышел в январе 1975 года и стал единственным случаем, когда кавер-версия композиции Beatles добралась до первого места чартов в США. Песня в исполнении Элтона Джона вышла на сингле, на второй стороне которого была записана кавер-версия другой композиции Леннона «One Day at a Time». 28 ноября 1974 года, в День Благодарения Леннон появился на концерте Элтона Джона в Мэдисон-сквер-гарден. Вместе музыканты исполнили три песни, включая «Lucy in the Sky with Diamonds». Это событие стало последним концертным выступлением Леннона.
Версии композиции исполняли многие другие музыканты. Свой вариант записал и Джулиан Леннон. В 2014 году кавер «Lucy in the Sky with Diamonds» выпустила Майли Сайрус в совместном проекте с психоделической группой The Flaming Lips и Моби. Майли исполняла кавер на своих концертах. Известность получила пародия на песню в исполнении группы The Rutles.

### Влияние и значение
Песня стала частью и движущей силой социального явления, которое позже назвали Лето любви. Она получила большую известность благодаря запрету на радиостанциях, «кислотному» контексту и тому, что альбом вышел в США в июне 1967 года. Очевидцы вспоминали, что песня на фестивалях Лета звучала «из каждого проигрывателя».

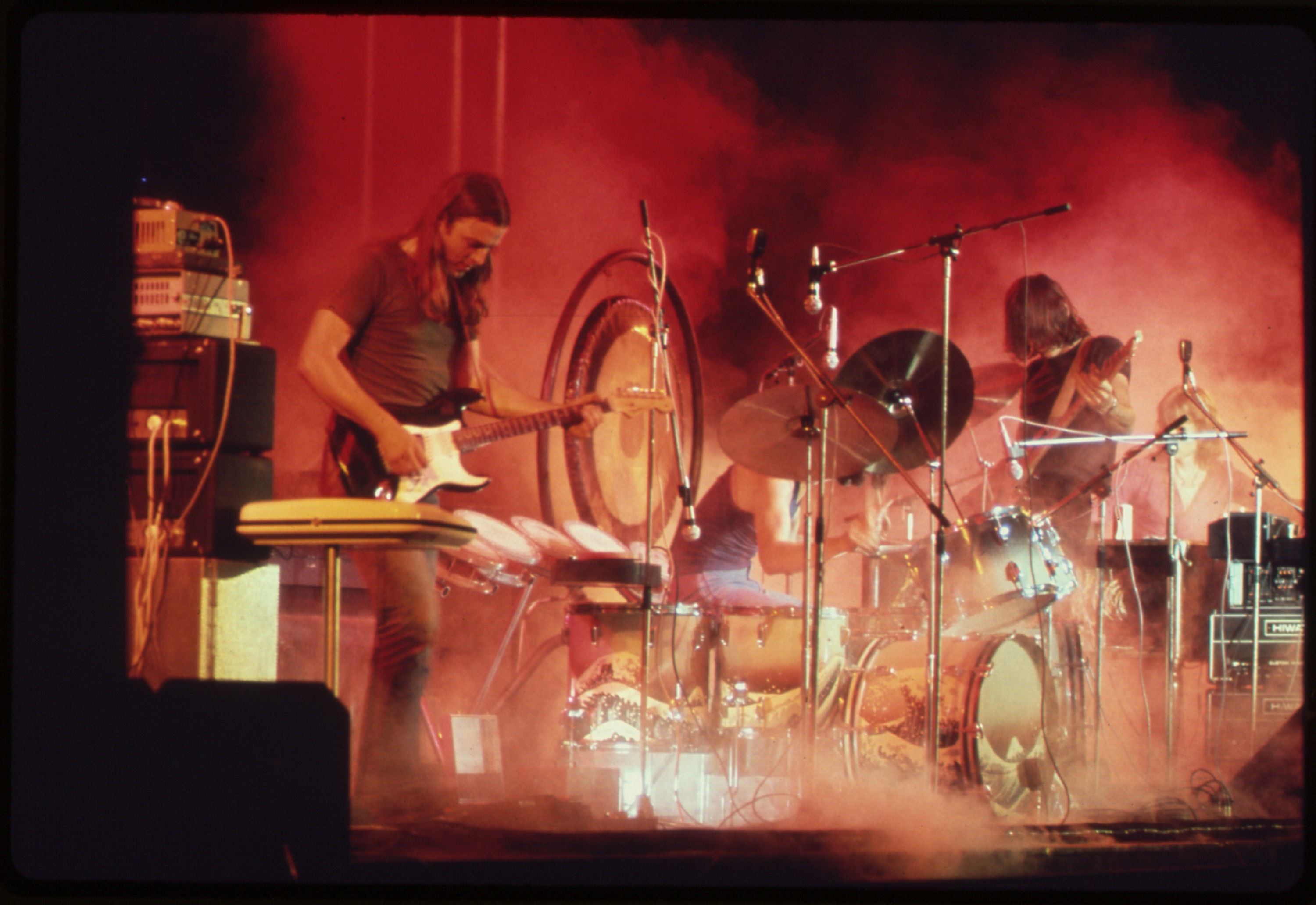
Группа Pink Floyd (1973)

Альбом Sgt Pepper и две его центральные композиции «A Day in the Life» и «Lucy…» сыграли важную роль в развитии психоделического рока как самостоятельного направления. «Lucy…» кроме этого заложило основу целого направления внутри жанра, связанного с «многоцветными» песнями. Это такие композиции, как SWLABR группы Cream и Wear Your Love Like Heaven Донована. В декабре 1967 года Rolling Stones выпустили психоделический альбом Their Satanic Majesties Request, который критики назвали явным подражанием «Sgt Pepper …» и попыткой приобщиться к популярной теме. На второй стороне альбома записана композиция She’s a Rainbow, созданная по мотивам «Lucy…». Для песен данного направления было характерно упоминание кричащих цветов, лирика на тему мира и любви. Отсылка к песне содержится в другом представителе психоделического направления в творчестве Beatles — композиции I Am the Walrus (авторства Леннона), которая также была создана по мотивам «Алисы в Стране чудес». В ней есть строка-отсылка: See how they fly like «Lucy in the Sky».
В начале марте 1967, тогда же, когда The Beatles записывали «Sgt. Pepper», группа Pink Floyd готовила к выпуску в соседней студии № 3 на Abbey Road свой дебютный альбом «The Piper at the Gates of Dawn». Обе команды заходили друг к другу в гости и обменивались музыкальными идеями. Критики заметили явное влияние The Beatles и в следующем альбоме группы «A Saucerful of Secrets». Открывающая композиция «Let There Be More Light» явно создана в подражание «Lucy …». Это заметно по характерной смене темпа, аккордной последовательности и психоделической лирике. В 1967 году свомп-поп группа John Fred and his Playboy Band записала пародию на битловскую песню Judy in Disguise. Название песни мондегрин, а содержание — подражание стихам Леннона. Композиция достигла первого места в чартах Billboard, сингл получил золотой статус в Великобритании.
В 2004 году в созвездии Центавра была открыта необычная звезда, находящаяся на расстоянии 50 св. лет от Земли. Белый карлик BPM 37093 носит у астрономов неофициальное имя Lucy, так как в значительной степени представляет собой кристаллический углерод, то есть алмаз. В 1974 году экспедиция Дональда Джохансона обнаружила и исследовала в Эфиопии останки женской особи австралопитека. Поскольку в лагере играла композиция Beatles, она получила имя Lucy. Сыграло свою роль и то, что Леннон в своё время высказывался в известном интервью журналу Playboy, как противник эволюционной теории.
В дальнейшем Люси стала настолько популярна, что появилась на экране в качестве героини многих художественных произведений. Например «Эволюция» (где её озвучила Мелисса Тёрьо). Прозвище «Lucy in the Sky» носит супергероиня вселенной Marvell Каролина Дин, поскольку, по сюжету комиксов, является фанаткой группы Beatles. Фильм «Люси в небесах», с Натали Портман в главной роли, получил признание критики. Рабочее название картины было «Бледно-голубая точка», но режиссёр Ной Хоули решил назвать картину в честь героини песни Beatles, поскольку она отражала психологическую перемену в жизни персонажа драмы. Песня звучит в картине в ключевой момент пресс-конференции, после которой начинаются экзистенциальный кризис главной героини, её уход от земных проблем в вымышленный мир, ассоциируемый с космосом. Ной Хоули не стал использовать оригинальную версию Леннона, хотя таков был первоначальный замысел, а привлёк для исполнения кавера Лизу Ханниган.

### Критика
Критики дали самую высокую оценку композиции, отметив точное совпадение настроения мелодии и текста, аранжировку и вокал Леннона. Обозреватель AllMusic Ричи Антербергер назвал её лучшей работой лучшего альбома. Пример той песни, которая может унести слушателя в мир грёз, неважно, была ли она создана под влиянием наркотиков или нет. Критик назвал вокал «роскошным», хотя певец вовсе не напрягает голос, наоборот, почти шепчет слова. В песне звучит гармония, свойственная для крупной формы: смена динамики, размера и тональности, сложный набор инструментов и аранжировка. «Lucy …» отходит от привычной схемы для рок- или поп-баллады. Типичным для своего времени было исполнение в одной тональности, в размере 4/4 и аккордной последовательности I-IV-V ступеней. Гармония в рамках одной тональности остаётся типичной для поп-музыки и десятилетия спустя. Леннон задал образец для подражания, показав, что модуляция может широко использоваться не только симфонической музыке или в джазе, но и в поп-музыке.
Если прослушать партию голоса отдельно от аккомпанемента, то не сразу узнаёшь манеру Beatles. Достаточно простая мелодия вокала сочетается со сложной гармонией аккомпанемента. Как отметил Джон Стивенс, Леннону удалось сохранить детское настроение и, передовое для своего времени, изысканное, музыкальное построение. Структуру коды исследователь творчества Beatles Эверетт сравнивал кроличьей норой, в которую проваливается слушатель. Музыковед Алан Полак назвал общую аккордную последовательность песни A — F — Bb — C — G — D — A, элегантно замыкающую вступление и коду, с лентой Мёбиуса. Обыгрыш третьей ступени в этой последовательности назвал поражающим воображение. Специалисты выделили также партию ударных Ринго Старра, особенно в том месте, где в бридже вступают тарелки и поддерживают партию вокала.
В лирике композиции проявляется типичный для Beatles подход. «Представь себя в лодке на реке» — гласит императивом первая строка, приглашая слушателя совершить путешествие вместе с героиней. Алан Поллак привлёк внимание к сочетанию лирики и сложной гармонической структуры песни, её замысловатой смене темпов и тональностей. Как отметила музыковед Шейла Уайтли, песня — словно музыкальный гид, провожающий слушателя в страну изменённого сознания. Сколько бы автор не отрицал воздействие наркотиков, она как воплощённый трип. Сочетание органа-целесты, голоса Леннона и лирики даёт удивительный результат.
Леннон, не имевший музыкального образования, скорее всего, пришёл к столь тонкому музыкальному материалу чисто интуитивно, но, как и во многих других работах группы, здесь не обошлось без руки продюсера. Джордж Мартин относил песню к своим любимым, отмечая мастерство Леннона как композитора, когда, используя всего пять нот в запеве, он завладевает вниманием слушателя. Результатом могли бы гордиться и Шуберт, и сам Бетховен. Сам Леннон оценивал свою работу как одну из лучших в составе Beatles, но остался невысокого мнения о качестве записи. Пусть группа и использовала передовые для своего времени технологии, но 4-х дорожечная моно-техника сильно ограничивала творческие возможности создателей. Критик газеты NY Times Ричард Голштейн в 1967 году дал низкую оценку всему альбому, и отдельно упомянул «Lucy …». Переход на полностью студийную работу негативно сказался на результате. Он отметил, что песня утонула в электронных эффектах. Простота лучших мелодий Beatles потерялась в лабиринте студийных технологий.

## Участники оригинальной записи
- Джон Леннон — вокал, маракасы
- Пол Маккартни — электроорган (1965 Lowery DSO Heritage Deluxe), бас-гитара (1964 Rickenbacker 4001S), бэк-вокал
- Джордж Харрисон — танпура, акустическая гитара, электрогитара (1961 Sonic Blue Fender Stratocaster)
- Ринго Старр — ударные (1964 Ludwig Super Classic Black Oyster Pearl), тарелки.
- Джордж Мартин — пианино (Hamburg Steinway Baby Grand)
- Продюсер: Джордж Мартин
- Инженеры звукозаписи: Джэфф Эмерик, Ричард Лаш[2]

## Комментарии
1. ↑  как и все песни Beatles 1962-1970 гг подписана дуэтом Леннон-Маккартни.
2. ↑  по-английски nursery school.
3. ↑  в настоящее время рисунок остаётся во владении семьи Джона Леннона.
4. ↑  глава 3, в русскоязычном переводе встречаются варианты «конская муха» перевод В. Азова и «баобабочка» перевод Нины Демуровой .
5. ↑  в некоторых источниках pre-chorus.
6. ↑  по мнению музыковеда Джона Стивенса, тональность в бридже F, хотя остальные источники указывают Bb .
7. ↑  LSD — производное кислоты, отсюда частое использование термина «кислота» применительно к синтетическим наркотикам в английском языке.
8. ↑  high — на сленге, синоним наркотического транса.
9. ↑  Первый измененный куплет звучит так: Picture yourself just a nuclear fission with library cards under mystical skies…ha, ha, ha…Somebody quotes you, you read from a source book, a concept with microscope eyes…ha, ha, ha..
10. ↑  Отсылает к песне Hey Jude и Джулиану Леннону.
11. ↑  Смотри, как они летят словно «Люси в небе» .
12. ↑  «Nor do I think we came from monkeys, by the way... That's another piece of garbage … I don't believe in the evolution of fish to monkeys to men» «Я не думаю, что мы произошли от обезьян, к слову … еще одна порция чуши … Я не верю в эволюцию от рыб к обезьянам и людям».